# Sinapidendron gymnocalyx
Sinapidendron gymnocalyx é uma espécie de planta com flor pertencente à família Brassicaceae. 
A autoridade científica da espécie é (Lowe) Rustan, tendo sido publicada em Sommerfeltia 17: 8. 1993.

## Portugal
Trata-se de uma espécie presente no território português, nomeadamente no Arquipélago da Madeira.
Em termos de naturalidade é endémica da região atrás referida.

## Protecção
Não se encontra protegida por legislação portuguesa ou da Comunidade Europeia.